# WoO
WoO (skrót od niem. Werke ohne Opuszahl, "dzieła bez numeru opusowego") – sposób oznaczenia utworów różnych kompozytorów, nieposiadających z jakichś względów numeru opusowego. Wśród kompozytorów, których utwory oznaczano w ten sposób, znajdują się m.in. Ludwig van Beethoven, Muzio Clementi, Felix Mendelssohn-Bartholdy, Robert Schumann, Johannes Brahms, Joachim Raff i Felix Draeseke.
Oznaczenie WoO stosuje się zwykle wtedy, gdy podstawowym sposobem oznaczenia dzieł są numery opusowe. W przypadkach, gdy numery opusowe nie są używane (Bach z rodziną, Mozart, Schubert, Liszt, Franck i inni), nie ma zastosowania również oznaczenie WoO.

## Ludwig van Beethoven
Katalog sporządzony w 1955 r. przez Hansa Halma i Georga Kinsky'ego obejmuje również te dzieła Ludwiga van Beethovena, które nie zostały opatrzone numerem opusowym. Katalogi opusowy i WoO nie obejmują jednak całości spuścizny Beethovena; obok nich istnieją jeszcze katalogi Anhang (skrót: Anh) oraz Hessa (skrót: H).